# Concentratiekamp Yodok
Yodok (Koreaans: 요덕), ook wel Kamp 15 genoemd, is een Noord-Koreaans concentratiekamp voor politieke tegenstanders in de provincie Zuid-Hamgyong, zo'n 120 kilometer ten noordoosten van Pyongyang. De oppervlakte bedraagt circa 378 km². Officieel is dit kamp bekend onder de naam Kwan-li-so (heropvoedingscentrum) nr. 15.

## Overzicht
Gedurende de jaren negentig zaten er naar schattingen zo'n 30.000 gevangenen in de zone voor gevangenen die tot levenslang verblijf in een werkkamp waren veroordeeld en zo'n 16.500 in de heropvoedingszone (veelal families van personen die verdacht werden van 'staatsvijandelijke' activiteiten en Koreaanse families die uit Japan waren geremigreerd).
Kuŭp-ri is onderverdeeld in een gedeelte voor levenslang gedetineerden en een heropvoedingsgedeelte, hier worden de gevangenen “heropgevoed” tot burgers zoals de Noord-Koreaanse overheid ze graag ziet, zodat ze weer kunnen terugkeren in de Noord-Koreaanse samenleving. Hierdoor zijn er ook ooggetuigenverslagen van de toestanden die zich voordoen in kamp Yodok. Het heropvoedingskamp bestaat uit Ripsŏk-ri, Kuŭp-ri voor Koreaanse families uit Japan, en Taesuk-ri voor alleenstaanden. Andere gedeelten bestaan uit Pyongjŏn-ri, een straf- en detentiegebied genaamd Ryongpyŏng-ri, een verscholen executieplaats genaamd Kouek, en andere gedeelten die zijn ingericht voor gevangenen die tot levenslange werkstraffen veroordeeld zijn.
Het gehele kamp wordt omringd door een 3 tot 4 meter hoog hekwerk dat voorzien is van prikkeldraad, een 2 tot 3 meter hoge muur voorzien van elektrische bedrading. Bovendien bevindt het kamp zich tussen steile bergen. Langs de hekwerken staan wachttorens en patrouilleren ongeveer 1000 soldaten met automatische geweren, handgranaten en wachthonden.
In de sector Kuŭp-ri worden gevangenen onder andere te werk gesteld in gipsgroeven en goudmijnen, waar zo'n 800 gevangenen werken en regelmatig (ernstige) ongevallen plaatsvinden. Daarnaast was er in het verleden ook een textielfabriek en een koperslagerswerkplaats.
Kang Chol-hwan, gevangene van 1977 tot 1987, schat dat 4% van de gevangenen in het heropvoedingskamp Kuŭp-ri per jaar stierf. Hoewel hele families in het kamp worden opgesloten vanwege de daden van slechts één familielid, zijn seksuele relaties in het kamp strikt verboden, en worden zwangerschappen gedwongen afgebroken. Kang beschreef kamp Yodok in het boek Les Aquariums de Pyongyang.
Lee Young-kuk, gevangene van 1995 tot 1999, schat dat 20% van de gevangenen in het heropvoedingskamp Taesuk-ri per jaar stierf, terwijl maandelijks nieuwe gevangenen in het kamp werden binnengebracht. Doordat de cellen niet verwarmd worden, hadden de gevangenen veelal last van bevroren oren en opgezwollen benen tijdens de wintermaanden.
Bij beide heropvoedingskampen wordt er gebruikgemaakt van publieke executies door middel van ophanging of fusillade van gevangenen die probeerden te ontsnappen of gepakt werden terwijl ze eten “stalen”. In ten minste één geval werd een gevangene achter een auto gebonden en rondgesleept voor een samengebrachte groep gevangenen tot de dood erop volgde.
In 2004 toonde een Japans televisiestation beelden waarvan gemeld werd dat het beelden van kamp Yodok waren.

## Voormalige gevangenen
- Kim Tae-jin
- Jung Sung-san
- Lee Young-kuk
- Kang Chol-hwan
- Hyuk Ahn